# Ніколь Пейн
Ніколь Пейн (англ. Nicolle Payne, 15 липня 1976) — американська ватерполістка.
Призерка Олімпійських Ігор 2000, 2004 років.
Чемпіонка світу з водних видів спорту 2003 року.